# Copelatus rimosus
Copelatus rimosus är en skalbaggsart som beskrevs av Guignot 1952. Copelatus rimosus ingår i släktet Copelatus och familjen dykare. Inga underarter finns listade i Catalogue of Life.